# توبيلو
توبيلو (بالإنجليزية: Tobelo)‏ هي district of Indonesia تقع في إندونيسيا في North Halmahera Regency. يقدر عدد سكانها بـ 15,000 نسمة .